# Josef Kleindienst (Polizist)
Josef Kleindienst (* 1963 in Mistelbach, Niederösterreich) ist ein österreichischer Ex-Polizist, der für seine Verwicklung in den „Spitzelskandal“, für die von ihm verfassten Sachbücher und für seine Immobilienprojekte in Dubai bekannt ist.

## Leben

### Frühe Jahre; Polizist und freiheitlicher Gewerkschaftsfunktionär
Kleindienst wuchs in Schrattenberg in Niederösterreich auf. Ab 1981 besuchte er die Polizeidienstschule in Wien und wurde Polizist. 1991 kandidierte er als freiheitlicher Personalvertreter; dann beteiligte er sich an der Gründung der Aktionsgemeinschaft Unabhängiger und Freiheitlicher (AUF). Daneben engagierte er sich für das Magazin der Exekutive Blaulicht. Im Mai 1998 wurde er Vorsitzender der FPÖ-nahen Freien Gewerkschaft Österreichs. 1999 ließ er sich karenzieren, wandte sich von der FPÖ ab und begann Bücher zu veröffentlichen, wie man das Zahlen von Verwaltungsstrafen umgehen könne.

### Spitzelskandal
Im Jahr 2000 erstattete Kleindienst Selbstanzeige: Er behauptete, ab 1993 im Auftrag von FPÖ-Politikern Daten aus Polizeicomputern abgefragt und an seine Auftraggeber weitergegeben zu haben, wofür er Geld erhalten habe. Laut Kleindiensts Aussagen seien diese von ihm an Politiker weitergeleiteten Denunziationen häufig bald darauf in Boulevardblättern wie der Kronen Zeitung wiedergegeben worden. Die Affäre wurde als „Spitzelskandal“ bezeichnet. Gegen mehr als zwanzig Personen wurden daraufhin Ermittlungen wegen des Verdachts auf Amtsmissbrauch bzw. auf Anstiftung zum Amtsmissbrauch eingeleitet, darunter gegen Jörg Haider und den Chef der Wiener FPÖ, Hilmar Kabas. Die meisten Ermittlungen wurden wieder eingestellt, lediglich gegen Kleindienst selber sowie gegen Michael Kreißl wurde Anklage erhoben. Die ersten Urteile vom September 2002 (je sechs Monate Haft bedingt) wurden wegen Verfahrensfehlern aufgehoben. Ein zweiter Prozess endete im Februar 2004 mit Freisprüchen.

### Immobiliengeschäfte in Dubai
Durch Wertpapierspekulationen kam Kleindienst nach eigenen Angaben zu einem Vermögen von 27 Millionen Schilling. Somit finanziell unabhängig ging er 2003 nach Dubai und begann dort, im Immobiliengeschäft tätig zu werden, zunächst mit einer Franchise-Lizenz der deutschen Luxusmaklerei Engel & Völkers. 2005 machte sich Kleindienst mit einer eigenen Immobilienfirma Kleindienst & Partner selbständig und eröffnete Büros u. a. in Indien und im Iran. Seine Firmen wurden bei der Berichterstattung über Immobilienprojekte wie das European Business Center oder das gescheiterte The Crystal erwähnt.
Kleindienst erwarb sechs Inseln der künstlichen Inselgruppe The World, nämlich „Deutschland“, „Österreich“, „Schweiz“, „Holland“, „Schweden“ und „Sankt Petersburg“. Die Finanzkrise 2009 brachten das Projekt zum Stillstand, doch immer wieder gibt es Medienberichte über Planungen Kleindiensts auf diesen Inseln.
Im Jahr 2022 wird ein erstes Hotel eröffnet. Phase 1 von The Heart of Europe umfasst drei Inseln – Schweden, Deutschland und Honeymoon Island – und 78 schwimmende „Seepferdchen“, d. h. dreistöckige schwimmende Häuser mit Unterwasserblick. Das Heart of Europe verfolgt außerdem eine Politik des „Zero-Discharge“ und des „Zero-Microplastics“, um den Schutz des Arabischen Golfs und der um die sieben Inseln herum lebenden Arten von Meereslebewesen zu gewährleisten.
Im Juni 2024 hat Kleindienst eine strategische Absichtserklärung mit RAK Ports unterzeichnet, um eine maritime Anlage im Emirat Ras Al Khaimah zu errichten.

## Schriften
- Josef Kleindienst, Henrik Linea, Team Straflos: Nie mehr Strafe zahlen. 1: So schlüpfen Österreichs Kraftfahrer durch die Lücken des Gesetzes. St. Andrä-Wördern 1999.
- Josef Kleindienst, Henrik Linea, Team Straflos: Nie mehr Strafe zahlen. 2: Die besten Praxisfälle unserer Leser, die neuesten Tricks. St.Andrä-Wördern 2002.
- Josef Kleindienst: Ich gestehe: was ein Polizist über die Exekutive weiß. Buchgemeinschaft Donauland, Wien 2001.
- Josef Kleindienst: Der Polizist als Millionär: ich wurde mit Aktien reich – und Sie können das auch! Ueberreuter, Wien 2001.